# José Pierre Vunguidica
José Pierre Vunguidica (ur. 3 stycznia 1990 w Luandzie) – piłkarz angolski grający na pozycji napastnika. Od 2015 roku jest zawodnikiem klubu SV Sandhausen.

## Kariera klubowa
Vunguidica urodził się w Luandzie, ale karierę piłkarską rozpoczął już na emigracji w Niemczech. Wychował się w amatorskim klubie VfL Oberbieber, a w 2005 roku podjął treningi w 1. FC Köln. W 2009 roku awansował do rezerw 1. FC Köln, grających w Regionallidze i w sezonie 2009/2010 stał się ich podstawowym zawodnikiem. Z kolei 13 listopada 2010 roku zadebiutował w Bundeslidze w przegranym 0:4 domowym meczu z Borussią Mönchengladbach.
Wiosną 2011 roku Vunguidica został wypożyczony do Kickers Offenbach z 3. Ligi. Z kolei na sezon 2011/2012 wypożyczono go do Preußen Münster, także grającego w 3. Lidze. W 2015 przeszedł do SV Wehen.
| Sezon   | Klub              | Kraj   | Rozgrywki     | Mecze | Bramki |
| ------- | ----------------- | ------ | ------------- | ----- | ------ |
| 2008/09 | 1. FC Köln II     | Niemcy | Regionalliga  | 4     | 1      |
| 2009/10 | 1. FC Köln II     | Niemcy | Regionalliga  | 28    | 1      |
| 2010/11 | 1. FC Köln        | Niemcy | Bundesliga    | 1     | 0      |
| 2010/11 | 1. FC Köln II     | Niemcy | Regionalliga  | 15    | 6      |
| 2010/11 | Kickers Offenbach | Niemcy | 3. Liga       | 16    | 2      |
| 2011/12 | Preußen Münster   | Niemcy | 3. Liga       | 26    | 4      |
| 2012/13 | SV Wehen          | Niemcy | 3. Liga       | 28    | 7      |
| 2013/14 | SV Wehen          | Niemcy | 3. Liga       | 34    | 10     |
| 2014/15 | SV Wehen          | Niemcy | 3. Liga       | 33    | 10     |
| 2015/16 | SV Sandhausen     | Niemcy | 2. Bundesliga |       |        |

## Kariera reprezentacyjna
W reprezentacji Angoli Vunguidica zadebiutował w 2009 roku. W 2012 roku został powołany do kadry na Puchar Narodów Afryki 2012.